# أوريغن الإصلاحية
مؤسسة شرق أوريغون الإصلاحية واختصاراً أوريغون الإصلاحية هي واحدة من 14 سجنًا في ولاية أوريغون بالولايات المتحدة. يقع السجن في بندلتون بولاية أوريغون.
تم بناء المرفق في البداية القرن 19 عام 1913 كمستشفى ولاية أوريغون الشرقية، وهي تعتبر مستشفى للامراض النفسيه ، استمرت كمستشفى لفترة طويلة، ولكن تم تحويلها إلى سجن في عام 1983.
تتوفر فيها العديد من المزايا من بينها السكن وخدمة الطعام والرعاية الطبية، كما تتوفر على التعليم والتدريب المهني وفرص العمل لسجناء.
يُنتج السجناء في معهد الإصلاح في ولاية أوريغون الشرقية ملابس بليسون بلوز، وهي ماركة ملابس يتم تسويقها دوليًا.

## التاريخ
تم بناء معظم المرافق التي تضم الآن مؤسسة إيسترن أوريغون الإصلاحية في عامي 1912 و 1913. حيث تم بناؤها في الأصل لاستخدامها كمستشفى ولاية أوريغون الشرقية، وهو مستشفى امراض عقلية تابعة للدولة.  تم تصميمها بواسطة وليام سي نايتون، مهندس الدولة. 
على هذا النحو، تضم المباني مستشفى ومركز تدريب أوريغون الشرقية حتى أذنت الهيئة التشريعية في ولاية أوريغون بتحويلها إلى سجن متوسط الحراسة للرجال في عام 1983. عندما وصل السجناء الأوائل إلى مؤسسة إيسترن أوريغون الإصلاحية في 24 يونيو 1985، أصبح السجن أول منشأة إصلاحية تابعة لولاية أوريغون تقع خارج مقاطعة ماريون .  
اليوم، مؤسسة إيسترن أوريغون الإصلاحية هي واحدة من 14 سجنًا تابعًا للولاية تديرها إدارة الإصلاح في ولاية أوريغون .  اعتبارًا من عام 2009، كان السجن رابع أكبر صاحب عمل في بندلتون. 

## المرافق والبرامج الإصلاحية
مؤسسة إيسترن أوريغون الإصلاحية هي منشأة تضم 1600 سرير وتقع في بندلتون، أوريغون لديها 19 وحدة سكنية منفصلة للسكان العامين بها 596 سريرًا و897 سريرًا زنازينًا محصورًا. هناك أيضًا وحدة فصل تأديبي بسعة 99 سريرًا لشخص واحد ومستوصف يضم 8 أسرّة. 
يتم توفير الرعاية الطبية لجميع النزلاء حسب الحاجة. تشمل الخدمات الطبية المكالمات المرضية والرعاية الإسعافية وخدمات طب الأسنان والتثقيف الصحي والرعاية الطارئة. هناك أيضًا برامج للسيطرة على الأمراض المعدية ، وعلاج مرتكبي الجرائم الجنسية ، وعلاج إدمان الكحول والمخدرات . تقوم وحدة الخدمات الصحية في سجن الولاية أيضًا بإجراء ضمان الجودة ومراجعة النظراء لجميع الخدمات الطبية المقدمة للنزلاء. 
يوفر السجن خدمات الصحة السلوكية بما في ذلك التثقيف والإرشاد بشأن فيروس نقص المناعة البشرية ، وخدمات إدارة حالات الصحة العقلية ، والعلاج اليومي للصحة العقلية ، والاستشارات المتعلقة بالتدخل في الأزمات. كما تتوفر دروس إدارة الغضب للنزلاء. يتم أيضًا توفير فرصة المشاركة في الخدمات الدينية. تساعد البرامج الدينية النزلاء على تحقيق السلام مع ماضيهم والبحث عن المعنى الشخصي في حياتهم. جميع هذه البرامج تطوعية ومتاحة لجميع النزلاء. 

## البرامج والخدمات
تقدم مؤسسة شرق أوريغون الإصلاحية مجموعة من البرامج والخدمات التي تهدف إلى إعادة تأهيل السجناء، بما في ذلك:
- التعليم: توفر المؤسسة برامج تعليمية تشمل التعليم الأساسي، والدورات الثانوية، بالإضافة إلى برامج التعليم العالي بالتعاون مع مؤسسات تعليمية محلية.
- التدريب المهني: تقدم المؤسسة برامج تدريب مهني في مجالات مثل البناء، والطبخ، والتكنولوجيا، مما يساعد السجناء على اكتساب مهارات جديدة تؤهلهم للاندماج في سوق العمل بعد الإفراج عنهم.
- الدعم النفسي: توفر المؤسسة خدمات الدعم النفسي والعلاج السلوكي لمساعدة السجناء في التعامل مع القضايا النفسية والسلوكية.

برامج إعادة التأهيل: تشمل البرامج التي تهدف إلى معالجة السلوكيات الإجرامية وتعزيز المهارات الاجتماعية.
تسعى مؤسسة شرق أوريغون الإصلاحية إلى تقليل معدلات العودة إلى الجريمة من خلال تقديم برامج فعالة. تشير الدراسات إلى أن السجناء الذين يشاركون في برامج التعليم والتدريب المهني يكون لديهم فرص أكبر للنجاح بعد الإفراج عنهم.

## التعليم والتدريب المهني
تقدم كلية مجتمع بلو ماونتين خدمات تعليمية في السجن. بين عامي 1986 و 2009 ، حصل ما يقرب من 1000 نزيل إما على شهادة التطوير التعليمي العام أو دبلوم المدرسة الثانوية من خلال برنامج التعليم الأساسي للمؤسسة. في عام 1999 ، وسع السجن فرص التعليم من خلال برنامج يسمى (مشروع تعليم الاتجاهات الجديدة) . يقدم البرنامج دورات على مستوى الكلية للسجناء يدرسها مدربون من كلية مجتمع بلو ماونتين. يتم تغطية تكلفة التعليم والكتب المدرسية واللوازم من خلال التبرعات من الكنائس المحلية والجماعات المدنية والمؤسسات وأفراد من الجمهور. 
بدأ برنامج الفنون الإبداعية في السجن عام 2001. وتشمل الأشغال الخشبية والحديد الزهر. يوفر البرنامج عملاً هادفًا بينما يتعلم النزلاء مهارات وظيفية قيمة في بيئة عمل واقعية. هذا يحسن من فرصة النزيل في الحصول على وظيفة وأن يصبح مواطناً منتجاً عند إطلاق سراحه من السجن. برنامج الفنون الإبداعية يتم تمويله ذاتيًا ، وقد ساعد وكالات الدولة الأخرى على تطوير برامج عمل خشبية مماثلة. 
ينظف الغسيل التجاري التابع لمؤسسة إيسترن أوريغون الإصلاحية الملابس والأشياء الأخرى لمؤسسة سنيك ريفر الإصلاحية بالإضافة إلى نزلاء السجون التابعين لها. بالإضافة إلى ذلك ، فإنه يوفر خدمات تنظيف الغسيل لمركز مؤتمرات بندلتون، وإدارة الإطفاء في المدينة، والمدرسة الثانوية المحلية ، والشركات المجاورة. تشمل فرص عمل السجناء الأخرى خدمة الطعام في السجن ، والوظيفة الكتابية ، وصيانة المنشأة. 

## خاتمة
تُعتبر مؤسسة شرق أوريغون الإصلاحية نموذجًا للجهود المبذولة في مجال إعادة تأهيل السجناء. من خلال تقديم برامج تعليمية ومهنية، تسعى المؤسسة إلى تقليل معدلات العودة إلى الجريمة وتعزيز فرص النجاح للسجناء بعد الإفراج عنهم. على الرغم من التحديات، تظل المؤسسة ملتزمة بتحقيق أهدافها في تحسين حياة الأفراد والمجتمع ككل

## التحديات
على الرغم من الجهود المبذولة، تواجه المؤسسة تحديات متعددة، بما في ذلك نقص التمويل، والضغط على الموارد، والحاجة إلى تحسين البنية التحتية. كما أن هناك حاجة مستمرة لتطوير البرامج لتلبية احتياجات السجناء المتنوعة.